# Kangourou roux
Macropus rufus
Espèce
Répartition géographique
Statut de conservation UICN

 LC  : Préoccupation mineure
Le kangourou roux (Macropus rufus ; en anglais : Red Kangaroo) est le plus grand de tous les kangourous et le plus grand marsupial vivant. On le retrouve à travers tout le pays australien, évitant seulement les secteurs plus fertiles dans le sud, la côte est et les forêts tropicales nordiques.

## Distribution et habitat
On le trouve dans la plupart des zones sèches de la partie centrale du continent australien où il vit en petites bandes appelées «foules» (en anglais : «Mobs »). Il préfère les plaines dégagées où les arbres et les buissons sont rares.

## Description

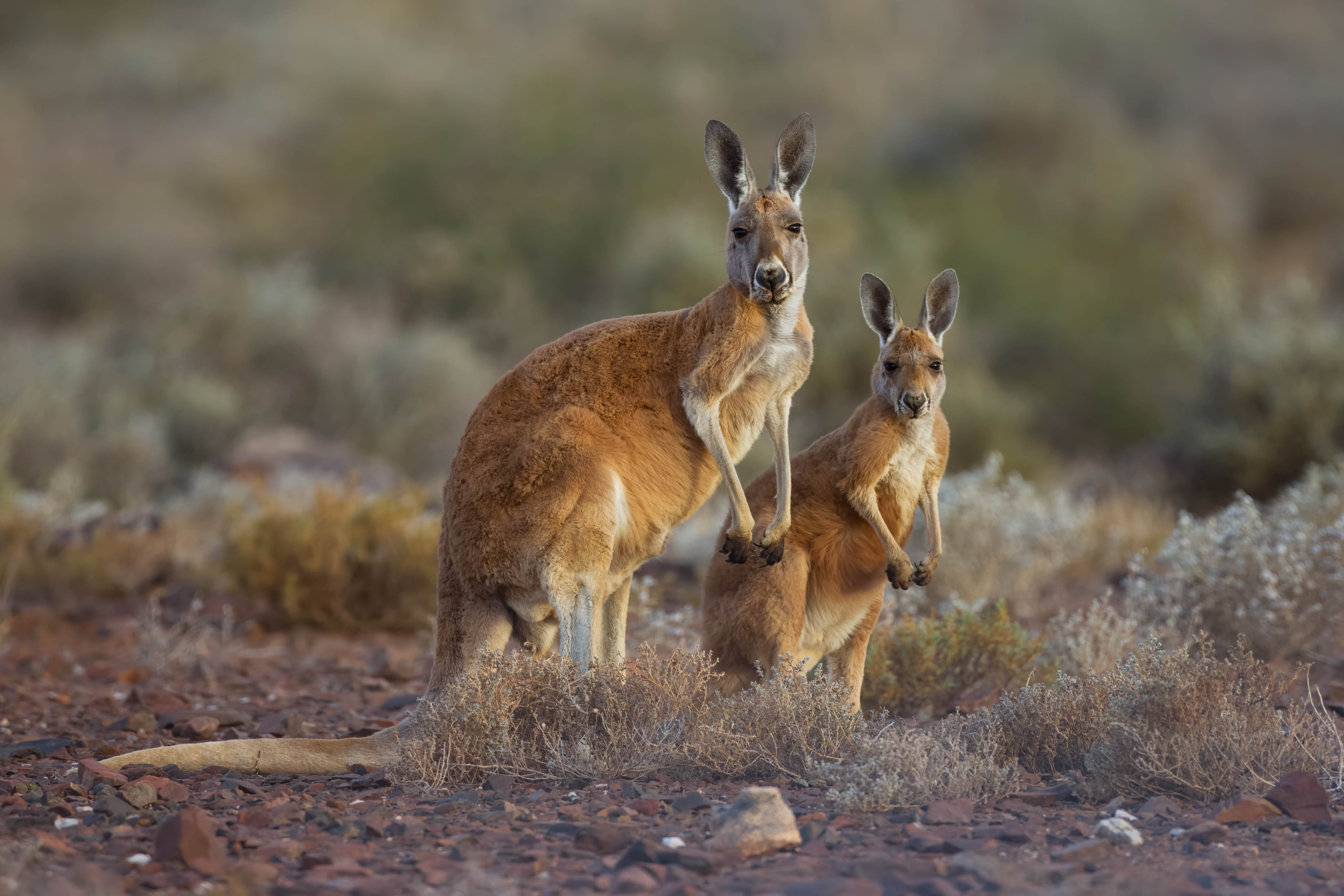
Kangourous roux, un adulte et un jeune, dans le parc national Sturt en Australie. Novembre 2021.

C'est le plus grand des kangourous : les mâles adultes mesurent de 1,50 à 1,80 m de haut (1,60 en moyenne) et les femelles de 1,20 à 1,50 m (1,30 m en moyenne) de hauteur avec une longueur de queue de 1 à 1,20 m pour les mâles et 0,85 à 1,05 m pour les femelles ; les mâles pèsent de 50 à 90 kg, (65 kg en moyenne) et les femelles de 20 à 35 kg (25 kg en moyenne). Le mâle a un pelage roux, devenant chamois sur les oreilles, le ventre, les membres et la queue. Il a de grandes oreilles pointues orientables et un museau carré. La femelle, plus petite, a un pelage plus gris avec des reflets roux ; le ventre est gris pâle. Dans les zones désertiques, les femelles sont plus foncées que les mâles. Il a deux bras antérieurs réduits avec de petites griffes et deux pattes arrière puissantes lui permettant des bonds de 12 m de long. La queue très puissante sert de balancier pour la course ou d'appui pour le repos.

### Alimentation

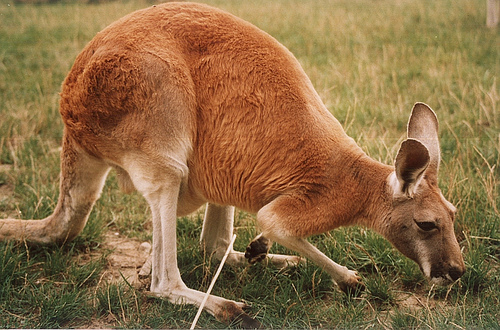
Kangourou roux au repas

C'est un herbivore. Il se nourrit principalement de graminées et autres herbes. Il peut rester deux à trois semaines sans boire, l'eau des aliments suffisant à ses besoins.

### Mode de vie

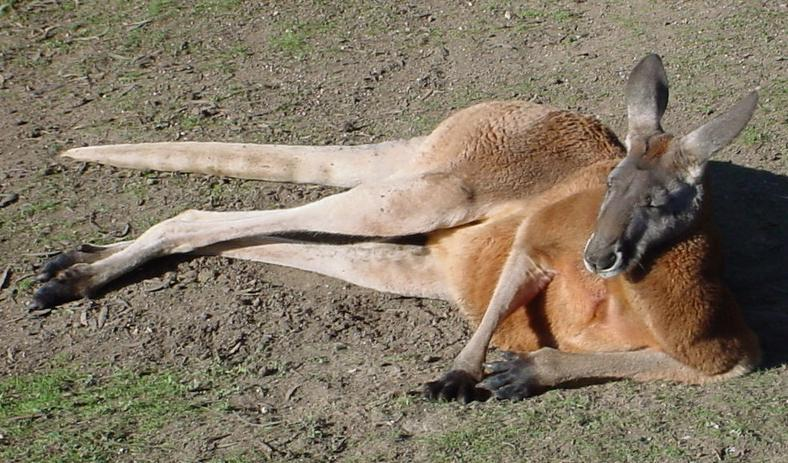
Kangourou roux au repos

C'est un animal vivant en petits groupes dirigés par un vieux mâle, passant les heures chaudes de la journée à l'ombre à dormir, à se reposer, à essayer de se rafraîchir en haletant, transpirant, se léchant pour faire évaporer sa salive, s'aérant en agitant les bras. Il est ensuite actif du coucher du soleil au lever du jour.

### Vitesse de déplacement
Les kangourous se déplacent par petits bonds, à une vitesse de croisière d'environ 30 km/h, et peuvent alors parcourir de longues distances. En cas de danger, ils peuvent passer à la vitesse supérieure et courir en zigzags très rapides, jusqu'à 60 km/h en moyenne avec des pointes à 80 - 90 km/h sur de très courtes distances,. Parfois, ils peuvent faire des sauts aériens, jusqu'à 3,50 mètres de haut et 13 mètres en longueur, grâce à leurs tendons d'Achille fonctionnant comme des ressorts et leurs longues pattes fines. Avec leur grande rapidité et leur agilité à bondir, ils n'ont pas vraiment de prédateurs (hormis l'homme qui le chasse avec des armes à feu), mais les kangourous faibles, malades, âgés, ou trop jeunes sont la proie des dingos.

### Reproduction
Calmes la majeure partie de l'année, les kangourous mâles deviennent agressifs à la période de reproduction durant laquelle on peut assister à des « combats de boxe », le mâle prenant appui sur sa queue pour projeter ses pattes arrière en avant et frapper l'adversaire. Il y a un petit par portée ; la période de gestation est de 30 à 40 jours, suivie d'un séjour de 225 jours (7 mois et demi) dans la poche marsupiale.

### Parasites
Chalaza novena est un acarien ectoparasite du kangourou roux.

## Relations avec les humains

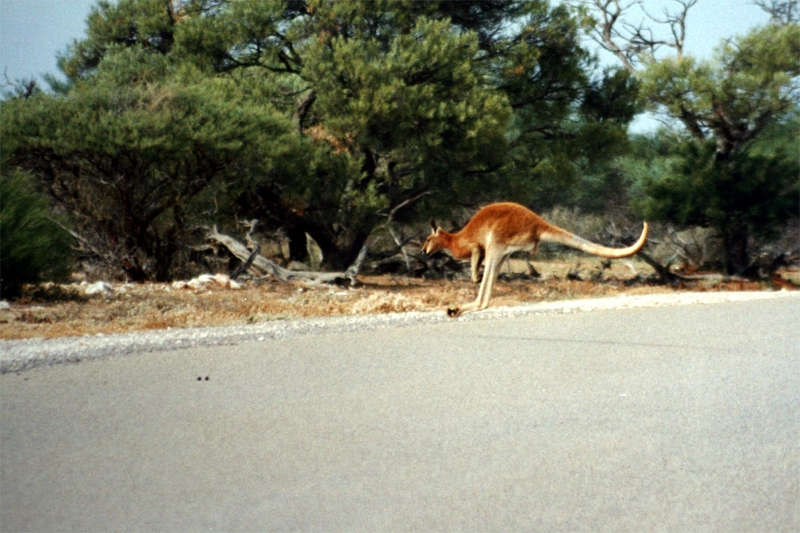
Kangourou roux au rebond

Le kangourou roux est une espèce abondante et il est protégé dans de nombreux parcs nationaux. Il a même bénéficié de l'extension de l'agriculture et la création de points d'eau artificiels. Cependant, la concurrence avec le bétail et les lapins est une menace. Il est également souvent abattu par les agriculteurs comme un ravageur.
Les kangourous éblouis par les phares ou surpris par les bruits de moteur sautent souvent devant les véhicules, détruisant ou endommageant sévèrement des véhicules petits et non protégés. Le risque de préjudice pour les occupants du véhicule est considérablement augmenté si le pare-brise est le point d'impact. En conséquence, les panneaux « kangaroo crossing » (Passage de kangourous) sont monnaie courante en Australie.
La chasse au kangourou (pour sa peau et sa viande) est réglementée par des plans de gestion au niveau national visant à maintenir les populations de kangourous roux et à les gérer comme une ressource renouvelable, sauf en Australie occidentale où la chasse est libre. La chasse au kangourou est controversée, notamment en raison de la popularité de l'animal.
En 2000, 1 173 242 animaux ont été tués. En 2009, le gouvernement a fixé la limite de kangourous roux disponibles pour un usage commercial à 1 611 216 spécimens. L'industrie du kangourou représente environ 270 millions de dollars chaque année et emploie plus de 4 000 personnes. La viande de kangourou est très maigre (2 % de matières grasses) et riche en protéines. Sa peau est utilisée pour le cuir.

## Références

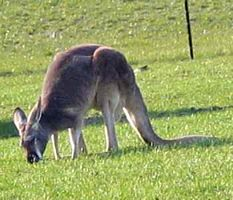
Kangourou roux femelle